# Эллисон, Ральф
Ралф Уо́лдо Э́ллисон (англ. Ralph Waldo Ellison; 1 марта 1914 года, Оклахома-Сити — 16 апреля 1994 года, Нью-Йорк) — афроамериканский писатель, литературовед и критик, эссеист. Наиболее известен своим единственным законченным романом «Человек-невидимка» (1952), который принёс ему Национальную книжную премию в 1953 году.

## Биография

### Ранние годы
Родился в Оклахома-Сити, штат Оклахома, в семье прораба Льюиса Альфреда Эллисона и Иды Миллсэп. Был назван в честь Ральфа Уолдо Эмерсона. У него был младший брат Герберт, родившийся в 1916 году. Отец Ральфа умер, когда тому было три года.
В 1933 году Эллисон поступил в университет Таскиги в Алабаме, где обучался музыке. В это время он всерьёз увлёкся модернистской литературой. После трёх лет в университете Эллисон, которому не хватало денег на окончание обучения, отправился в Нью-Йорк. Там он познакомился с художником Ромаре Бирденом и писателем Ричардом Райтом. Последний посоветовал Эллисону попробовать свои силы на писательском поприще, и вскоре был опубликован его первый рассказ Hymie’s Bull (букв. Жидовский бык), основанный на личном опыте Эллисона. В 1937—1944 годах Эллисон регулярно публикует рассказы и критические обзоры в нью-йоркских журналах.

### Широкое признание
В 1946 году он женился во второй раз. Его супругой стала фотограф Фэнни Макконнелл. В конце 1940-х Эллисон зарабатывал критикой и работал над романом «Человек-невидимка» (англ. Invisible Man). Эта работа, посвящённая поиску идентичности и места в обществе, стала самым значительным произведением Эллисона. Роман, написанный от лица безымянного афроамериканца, живущего в Нью-Йорке сороковых, и затрагивающий табуированные темы, имел большой успех и принёс автору престижную Национальную книжную премию.
1955—1958 годы Эллисон провёл в Европе, некоторое время жил в Риме. Затем он вернулся в Соединённые штаты для того, чтоб занять место преподавателя американской и русской литературы в колледже Бард. С 1964 он работал в Рутгерском и Йельском университетах. В том же 1964 году вышел сборник эссе Shadow And Act (букв. Преследуй и действуй), и все эти годы Эллисон продолжал работать над романом Juneteenth (букв. 19 июня), который так и не закончил. По его собственным словам, значительная часть рукописи была уничтожена во время пожара, который произошёл в доме писателя в Плэйнфилде, штат Массачусетс, в 1967 году. Биограф Эллисона Арнольд Рэмперсад подвергает сомнению правдивость этого оправдания.
Дальнейшая деятельность Эллисона связана с преподаванием и эссеистикой. В 1985 году был издан сборник из семнадцати эссе Going to the Territory (букв. Уходя на территорию), включавший исследование творчества знаменитого писателя-южанина Уильяма Фолкнера, крупного афроамериканского автора и друга Эллисона Ричарда Райта и размышления о вкладе афроамериканцев в культуру США. В 1970 году Эллисон был награждён французским Орденом искусств и литературы и был назначен постоянным членом преподавательского состава Нью-Йоркского университета; в 1975 вошёл в Американскую академию искусств и литературы.

### Смерть
Эллисон скончался 16 апреля 1994 года в возрасте восьмидесяти лет от рака поджелудочной железы. Он был похоронен в районе Нью-Йорка Вашингтон-Хайтс. Жена писателя Фэнни Эллисон пережила его. Она умерла 19 ноября 2005 года.
После смерти Эллисона были обнаружены его неопубликованные рукописи. В 1996 году вышла книга Flying Home: And Other Stories (букв. Улетая домой и другие рассказы), в 1999 г., через пять лет после смерти писателя, под редакцией профессора Джона Ф. Каллахана был издан его неоконченный роман 19 июня в 368 страниц. Полностью материалы рукописей 19 июня были опубликованы издательством «Modern Library» под названием Three Days Before the Shooting (букв. За три дня до стрельбы) в начале 2010 года — они занимают около 900 страниц.